# Oskarżyciel publiczny
Oskarżyciel publiczny, inaczej organ ścigania – jeden ze znanych polskiemu prawu karnemu rodzajów oskarżycieli; organ państwowy, który we własnym imieniu wnosi lub popiera oskarżenie (obwinienie) w sprawach o czyny zabronione, które ustawa nakazuje lub zezwala ścigać skargą publiczną. 
W szeroko rozumianym postępowaniu karnym i w sprawach o wykroczenia oskarżyciel publiczny jest stroną, która reprezentuje interes społeczeństwa (interes publiczny) w ściganiu przestępstw i wykroczeń. Ze względu na brak prywatnego interesu celem działania oskarżyciela nie jest ukaranie sprawcy za wszelką cenę, naprawienie szkody itp., lecz uzyskanie sprawiedliwego i zgodnego z prawem rozstrzygnięcia o przedmiocie procesu. Dlatego oskarżyciel publiczny ma prawo działać również na korzyść oskarżonego. 
W Polsce oskarżycielem publicznym przed wszystkimi sądami jest prokurator (nie prokuratura). Inne organy mogą sprawować funkcję oskarżyciela publicznego tylko na podstawie konkretnego przepisu i w ograniczonym zakresie. Wstąpienie do procesu prokuratora powoduje przejście na niego tego uprawnienia. Jedynym wyjątkiem jest postępowanie karne skarbowe: organ finansowy działa w nim jako oskarżyciel publiczny obok (albo zamiast) prokuratora. 
Na ich zlecenie i pod ich nadzorem działają następujące  umundurowane i uzbrojone formacje:
- wojskowy organ bezpieczeństwa i porządkowy (Żandarmeria Wojskowa)
- organ ochrony bezpieczeństwa i porządku publicznego
  - Policja – ochrona wewnętrznego ładu publicznego i bezpieczeństwa obywateli, zwalczanie działalności kryminalnej
  - Służba Więzienna – umundurowana i uzbrojona formacja realizuje zadania w zakresie wykonywania kary pozbawienia wolności i tymczasowego aresztowania[1].
  - Służba Ochrony Państwa – ochrona i transport osób pełniących kierownicze funkcje państwowe, w kraju i za granicą[2].
  - Straż Graniczna – zabezpieczenie granic i kontrola osób ich przekraczających.
  - Państwowa Straż Pożarna – umundurowana formacja zajmująca się walką z pożarami oraz pozostałymi zagrożeniami (innymi niż przestępczość) dla ratowania zdrowia i życia ludzkiego[3].
  - Służba Celno-Skarbowa – ochrona interesów ekonomicznych państwa związanych z importem i eksportem towarów, produkcją i obrotem towarami akcyzowymi, działalnością hazardową, a także prowadzenie wywiadu skarbowego
  - Straż Marszałkowska – ochrona budynków Sejmu i Senatu RP.
  - służby specjalne
    - Służba Kontrwywiadu Wojskowego (nienależąca pomimo swojej nazwy do Sił Zbrojnych RP)
    - Agencja Bezpieczeństwa Wewnętrznego – ochrona państwa przed działalnością obcych służb wywiadowczych, ochrona informacji niejawnych oraz cyberbezpieczeństwa w instytucjach państwowych poza Siłami Zbrojnymi RP oraz w przedsiębiorstwach z dostępem do informacji niejawnych lub zarządzających infrastrukturą krytyczną, zwalczanie terroryzmu i przeciwdziałanie ekstremizmom, zwalczanie innych przestępstw na dużą skalę mogących zagrozić stabilności państwa (bezpieczeństwo narodowe)
    - Centralne Biuro Antykorupcyjne
    - Agencja Wywiadu i Służba Wywiadu Wojskowego - wyłącznie wykonując w stosunku do swoich funkcjonariuszy zadania Policji ws. o wykroczenia

Powyższe służby, podobnie jak straże gminne, Straż Ochrony Kolei, Straż Leśna, Straż Parku, Państwowa Straż Rybacka, Państwowa Straż Łowiecka, państwowi inspektorzy pracy, Inspekcji Handlowej, Państwowej Inspekcji Sanitarnej, naczelnicy urzędów skarbowych, naczelnicy urzędów celno-skarbowych, Szef Krajowej Administracji Skarbowej, prezes Urzędu Komunikacji Elektronicznej, dyrektor Państwowej Agencji Rozwiązywania Problemów Alkoholowych oraz niektóre inne organy administracji publicznej, a także organy kontroli państwowej i samorządu terytorialnego, mogą natomiast pełnić samodzielnie (bez udziału prokuratury) rolę organów ścigania w sprawach w sprawach o określone ustawami przestępstwa lub w sprawach o wykroczenia leżące w obszarze ich działalności